# Honoriusz z Canterbury
Honoriusz, Honorius of Canterbury (zm. 30 września 653) – arcybiskup Canterbury od 627 roku.
Pochodził z Rzymu. Na Wyspy Brytyjskie został wysłany w charakterze misjonarza przez papieża Grzegorza I Wielkiego. W 627 roku został piątym arcybiskupem Canterbury. W 634 roku otrzymał paliusz.
Zmarł 30 września 653 roku. Pochowano go w opactwie św. Augustyna.